# نجوين دو
نجوين دو هو لغوي وشاعر فيتنامي، ولد في 16 ديسمبر 1959.